# Aproximación
Aproximació és una obra de 1966 de l'artista valencià Juan Genovés. Es tracta d'una pintura acrílica sobre tela de 132 x 121 cm.
L'obra pertany a la seua producció pictòrica de postguerra i aprofundeix en els problemes de la postguerra de la dictadura franquista. L'obra actua com un document social que denuncia la repressió franquista i defensa l'individu. Al llenç es mostra com una finestra on el marc pictòric són els màrgens d'una escena partida en tres moments seqüencials d'aproximació, com en un zoom. En la seqüència es veu com les persones traspassen una línia marcada al terra. En aquesta obra, a través de les seqüències, l'artista reflecteix i expressa una determinada época que vol criticar per la seua violència repressiva cap a l'individu sol.
Aproximació forma part de la col·lecció de l'Institut Valencià d'Art Modern i va ser exposada a la galeria Malborough l'any 1966.